# Lestari Moerdijat
Lestari Moerdijat (ur. 30 listopada 1967 w Surabai) – indonezyjska archeolożka i polityczka. Od 2019 zastępczyni Spikera Ludowego Zgromadzenie Doradczego Indonezji.

## Życiorys

### Młodość, edukacja i kariera zawodowa
Moerdijat urodziła się 30 listopada 1967 roku w Surabai na wyspie Jawa.
W 1981 roku ukończyła szkołę podstawową w Purwokerto. W 1992 roku ukończyła szkołę średnią w tym samym mieście.
W 1992 ukończyła studia pierwszego stopnia z archeologii na Uniwersytecie Indonezyjskim. Studia drugiego stopnia z zarządzania w 2016 roku oraz studia doktoranckie ukończyła na Universitas Pelita Harapan. Tytuł doktora otrzymała w 2021 roku, broniąc pracę pod tytułem „Transformacja zarządzania organizacją w obszarach po klęskach żywiołowych i konfliktach” skupiającą się na pokłosiu tsunami, które wystąpiło po trzęsieniu ziemi na Oceanie Indyjskim w 2004 roku. Była również stypendystką na Massachusetts Institute of Technology.
Pracowała jako dziennikarka w wielu agencjach i firmach medialnych (m.in. Weekly News Magazine). Od początku XXI wieku zajmowała też stanowiska managerskie i zarządcze w przedsiębiorstwach medialnych, w tym m.in. w indonezyjskim konglomeracie medialnym Media Group.

### Działalność polityczna
W 2013 roku została członkinią Regionalnej Rady Reprezentantów, izby wyższej indonezyjskiego parlamentu.
10 marca 2019 roku została zgłoszona przez Partię Narodowo-Demokratyczną jako kandydatka na Spikera Ludowego Zgromadzenie Doradczego Indonezji, izby złożonej z członków Ludowej Izby Reprezentantów (izba niższa) oraz Regionalnej Rady Reprezentantów (izba wyższa). Została wybrana wiceprzewodniczącą izby na kadencję 2019–2024. W 2024 została ponownie wybrana na to stanowisko, tym razem na kadencję 2024–2029.

### Pozostała działalność
Pełniła funkcję prezeski organizacji Sukma, członkini rady powierniczej konglomeratu Media Group i Dharma Bakti Lestari oraz członkini rady nadzorczej Akademii Bela Negara Partai NasDem. Chorowała na raka.
Od 2017 jest członkinią zarządu Asosiasi Erkeologi Indonesia, indonezyjskiego stowarzyszenie zrzeszającego archeologów.

### Życie prywatne
Ma czwórkę dzieci.